# Rennie Montague Bere
Rennie Montague Bere (* 28. November 1907 in Bere Regis, Dorset; † 23. März 1991 in Plymouth) war ein britischer Bergsteiger, Naturforscher und Naturschützer.

## Leben
Bere war der Sohn eines Pfarrers. Nach seiner Schulzeit am Marlborough College schrieb er sich 1926 ins Selwyn College in Cambridge ein. 1930 ging er im Auftrag des britischen Colonial Service nach Uganda und arbeitete zunächst als District Commissioner und später als Provincial Commissioner für die nördliche Provinz. Während seines dreißigjährigen Aufenthaltes in Uganda leistete Bere herausragende Beiträge als Bergsteiger und auf dem Gebiet der Bergerkundung, insbesondere im Ruwenzori-Gebirge. Bere erforschte mehrere Inselberge, das Imatong-Gebirge an der sudanesischen Grenze und die Virunga-Vulkane. 1955 wurde er Direktor und Chefwildhüter der Nationalparks in Uganda. 1960 zog er mit seiner Frau Anne Maree, die er 1936 in Uganda heiratete, nach West Cottage nahe Bude Haven in Cornwall.
Bere veröffentlichte einige dutzend Bücher, darunter The Way to the Mountains of the Moon (1966), Antelopes (1970), The Nature Of Cornwall (1982) und die Autobiografie A Cuckoo's Parting Cry: a personal account of life and work in Uganda between 1930 and 1960 (1990).

## Ehrungen und Mitgliedschaften
1928 wurde Bere Mitglied im Alpine Club. 1957 wurde er Companion of the Order of St. Michael and St. George.

## Werke (Auswahl)
- The Wild Mammals of Uganda and Neighbouring Regions of East Africa, 1961
- The Way to the Mountains of the Moon, 1966
- Wild Animals in an African National Park, 1966
- The African Elephant, 1966 (deutsch: Die Welt der Tiere: Der Afrikanische Elefant, Übersetzung von Odo Walther, 1976)
- Birds in an African National Park, 1969
- Antelopes (deutsch: Die Welt der Tiere: Antilopen, Übersetzung von Theodor Haltenorth), 1970
- Wildlife in Cornwall: a naturalist’s view of the southwestern peninsula, 1970
- Crocodile’s Eggs for Supper, and other Animal Tales from Northern Uganda, 1973
- Mammals of East and Central Africa, 1975
- The Story of Bude Haven, 1977
- The Book of Bude and Stratton, 1980
- The Nature of Cornwall: the wildlife and ecology of the county, 1982
- A Cuckoo’s Parting Cry: a personal account of life and work in Uganda between 1930 and 1960, 1990